# Lista över Libanons premiärministrar
Detta är en lista över Libanons premiärministrar.
- Michel Aoun 22 september 1988 – 13 oktober 1990
- Rafiq al-Hariri 31 oktober 1992 – 2 december 1998
- Rafiq al-Hariri 23 oktober 2000 – 21 oktober 2004
- Fouad Siniora 30 juni 2005 – 9 november 2009
- Saad Hariri 9 november 2009 – 13 juni 2011
- Najib Mikati 13 juni 2011 – 15 februari 2014
- Tammam Salam 15 februari 2014 – 18 december 2016
- Saad Hariri 18 december 2016 – 21 januari 2020
- Hassan Diab 21 januari 2020 – 10 september 2021
- Najib Mikati 10 september 2021 – 8 februari 2025
- Nawaf Salam 8 februari 2025 –